# Semigalskie Centrum Olimpijskie
Semigalskie Centrum Olimpijskie (łot. Zemgales Olimpiskais centrs) – wielofunkcyjny stadion w Jełgawie, na Łotwie. Obiekt posiada zadaszoną trybunę główną, mogącą pomieścić 1560 widzów oraz tartanową bieżnię lekkoatletyczną. Został wybudowany w latach 2008–2010. Wraz ze stadionem powstała również hala sportowa, a koszt budowy całego kompleksu wyniósł 16,5 mln łatów. Swoje spotkania na stadionie rozgrywa drużyna FK Jelgava.